# Nemoraea sapporensis
Nemoraea sapporensis är en tvåvingeart som beskrevs av Kocha 1969. Nemoraea sapporensis ingår i släktet Nemoraea och familjen parasitflugor. Inga underarter finns listade i Catalogue of Life.